# Inferno (hoorspel)
Inferno is een hoorspel naar het gelijknamige boek (1897) van August Strindberg. Door Cora Polet werd op basis van haar vertaling een dramatische monoloog samengesteld. De KRO zond die uit op dinsdag 12 november 1968 in het programma Dinsdagavondtheater (met een herhaling op dinsdag 2 augustus 1977 in het programma Theater). De regisseur was Willem Tollenaar. De uitzending duurde 60 minuten.

## Rolbezetting
- Ton Lensink (monoloog)

## Inhoud
Strindberg stelde zijn boek zelf samen uit dagboeknotities uit de jaren 1895 tot 1897. Hij schreef ze neer in Parijs, nadat hij zijn tweede vrouw, Frieda Uhl, had weggestuurd. Hij wijdde zich dan aan scheikunde en alchemie en ging volledig op in occultisme, magie en half-christelijke mystiek. Zijn notities  ontwerpen een portret van deze bezeten, op de grens van paranoia zwevende persoonlijkheid.